# 打石坑红军洞
打石坑红军洞，又名拍石坑洞，是位于中国福建省宁德市柘荣县东源乡山岭村打石坑党性寺后山的一个中国共产党革命遗址，1989年10月入选第二批柘荣县文物保护单位。
打石坑红军洞是第一次国共内战期间霞鼎县（原称上西柘洋区）苏维埃政府主席吴成等人所藏身过的隐蔽洞穴，宽、高均约为2米，进深3米。1993年，柘荣县有关部门在考察后出资修建了自党性寺通往红军洞的通道。